# Al-Mazula
Al-Mazula – wieś w Syrii, w muhafazie Idlib. W 2004 roku liczyła 1358 mieszkańców.